# マサチューセッツ州会議事堂

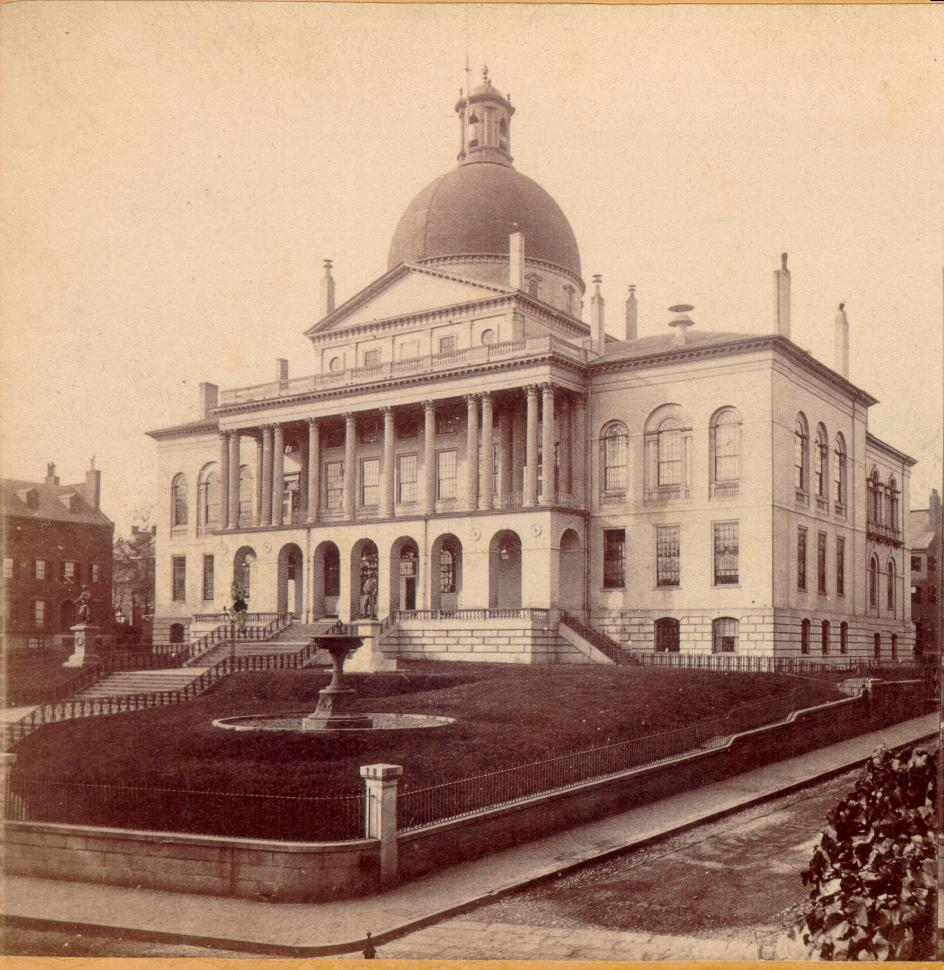
1862年頃、翼壁が追加される前。当初、銅のドームは岩のような灰色であったが、1872年、金色に塗装された。

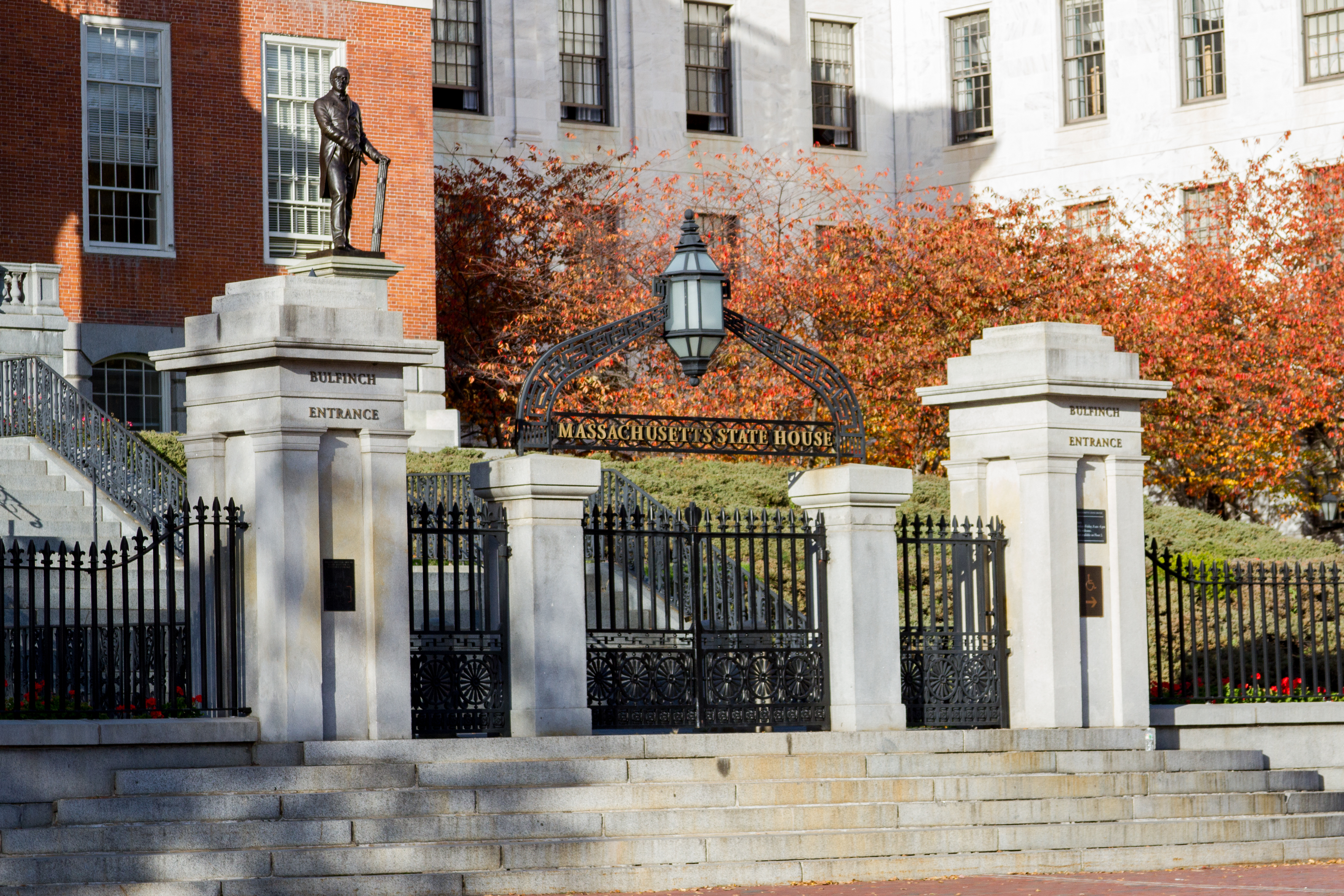
ビーコン・ストリート沿いの正門。

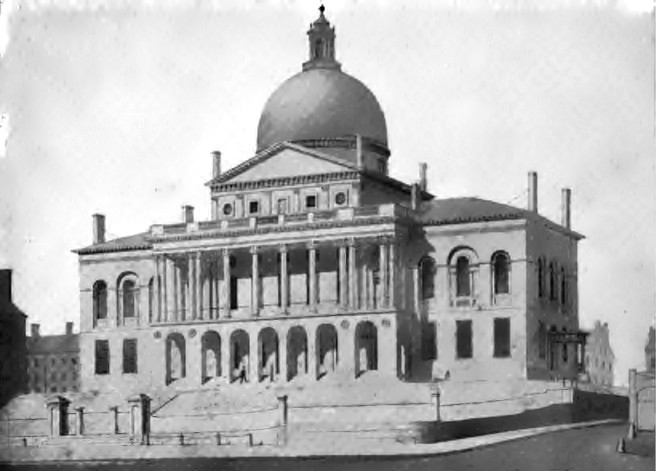
1827年、アレキサンダー・ジャクソン・デイヴィス画。

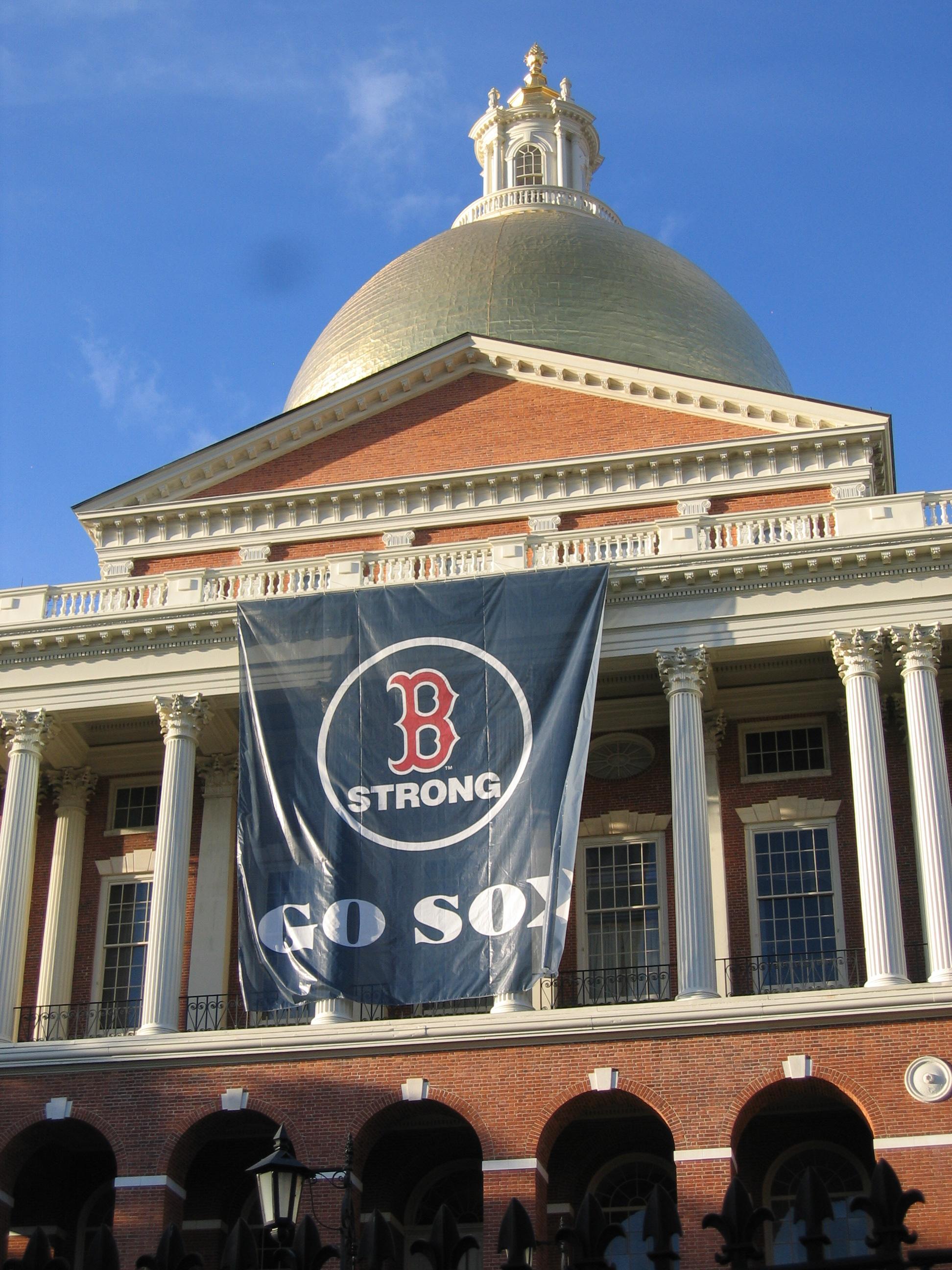
2013年のワールドシリーズにおけるボストン・レッドソックスの優勝を祝福。

マサチューセッツ州会議事堂（マサチューセッツしゅうかいぎじどう、Massachusetts State House）は、アメリカ合衆国マサチューセッツ州の州知事室、州政府の事務所、および州議会を擁する建物。同州の州都ボストン市の中心部、ビーコンヒル地区に位置する。マサチューセッツ州議会およびマサチューセッツ州知事のオフィスを所有している。著名な建築家チャールズ・ブルフィンチにより設計され、1798年に完成し、以降繰り返し増築されている。フェデラル様式の名作の1つ、ブルフィンチの代表作の1つとされ、アメリカ合衆国国定歴史建造物に認定されている。

## 建物概要
マサチューセッツ州会議事堂はボストンのビーコンヒルの丘の頂上、ボストンコモンのビーコン・ストリートを挟んだ北側の6.7エーカー(約27,000m2)の敷地に建っている。マサチューセッツ州初代知事ジョン・ハンコックがこの土地を所有していた。
それまでのコート・ストリートの州会議事堂に代わる庁舎として建てられ、1798年に完成した、周辺で最も古い建物である。建築家チャールズ・ブルフィンチがロンドンにあるウィリアム・チェンバーズのサマセット・ハウスおよびジェイムズ・ワイアットのパンセオンを参考に設計した。
1895年、地元のチャールズ・ブリガムによる設計で大幅な増築がなされた。
1917年、スタージス・ブライアント・チャップマン&アンドリュースによる設計で東西の翼壁が完成した。
2016年7月、チャーリー・ベイカー知事は西側の300平方フィート (28 m2)の芝地の地役権をコンドミニアムに売却することを議会に提案した。かつてジョン・ハンコックが所有していた牧草地であり、オペア・ユニットとして使用されることが議論となっている。

## ドーム
建物のシンボルである屋根のドームは木製で、金箔が張られている。しかし、最初から金箔張りであったわけではない。最初、1802年に張られたのはポール・リビアのリビア・コッパー・カンパニーの銅であった。リビアはアメリカの銅メッキ製造の先駆者であった。
当初、ドームは灰色、その後に薄黄色に塗られた。1874年、ドームに金箔が張られ、現在の姿になった。しかし第二次世界大戦の最中、敵機による爆撃を避けるため、一時的にドームが黒または灰色に塗られていた。1997年、30万ドル以上をかけ、24金を張り直した。
ドームの頂上にはマツの実を模した飾りがつけられている。これは、植民地時代初頭のボストンの製材業の重要性および当時マサチューセッツ湾植民地の飛び地であったメイン州を表してい る。

## 像
庁舎の入り口にはジョセフ・フッカーの騎馬像、ダニエル・ウェブスター、ホーレス・マン、ジョン・F・ケネディなどの像が立ち並んでいる。アン・ハッチンソン、メアリ・ダイアーの像は東西の翼壁の芝地に位置している。

## 館内
最初からあった赤レンガ造りの建物には知事室とマサチューセッツ州上院が入っている。知事室は西端に、上院はドームの直下にそれぞれ位置している。マサチューセッツ州下院は増築されたほうの建物の西側に入っている。下院の会議場には1784年に地元の商人から贈られた「聖なるタラ」が飾られている。この「聖なるタラ」は初期のマサチューセッツ州経済における漁業の重要性を示すものである。
ドーム下の2階はエドワード・ブロドニーによる壁画が描かれている。1936年、ブロドニーは公共事業促進局によるコンテストで優勝し、最初の壁画『Columbia Knighting Her World War Disabled 』を描くことになった。経済的にモデルを雇うことができず、友人や家族にポーズをとってもらって描いた。コロンビアのモデルは姉妹のノーマ・ブロドニー・コウエン、手前の片足の兵士のモデルは兄弟のフレッド・ブロドニーである。1938年、2つめの壁画『World War Mothers 』を描いた。再び友人や家族が主なモデルとなり、母サラ・ブロドニーの隣にノーマが座ってモデルを務めた。『ニューヨーク・タイムズ』紙はこの壁画に関して、戦争関連の芸術作品で女性が主題となっている珍しい作品であると記した。
ビーコン・ストリートから館内のドリック・ホールに向かい階段が続いている。ドリック・ホールの大きなメインのドアは以下の3回しか開けられない。
1. アメリカ合衆国大統領または各国首脳訪問時。
2. 州知事任期最終日の退出時。この伝統は「ロング・ウォーク」と呼ばれ、1人で執行部室を出て2階へ下り、ドリック・ホールを通り、正面玄関から出る。その後階段を下ってビーコン・ストリートを渡り、ボストンコモンに入ることでマサチューセッツ州の一般市民となることを示す。ただしこの伝統は近年中断されている。1997年7月29日、ウィリアム・ウェルドの退任日、階段を下りる途中に後任のA・ポール・セルッシと面会した。4年後の2001年4月10日、セルッシの退任日には議事堂正面の改修により階段が使用できなかった。2003年1月2日、州知事代理のジェーン・スウィフトは家族と共に階段を下り、バークシャー山脈に向かった。2007年1月4日、ミット・ロムニーの退任日、後任のディヴァル・パトリックは階段上で就任の宣誓を行なったため、ロムニーのロング・ウォークは前日に行われた[16]。
3. 軍旗が戦闘から戻った時。現在軍旗はワシントンD.C.にあり、ベトナム戦争以降行われていない。

近年、サミュエル・アダムズとポール・リビアのタイムカプセルが館内で発見された。

## 歴史

### 旧州会議事堂

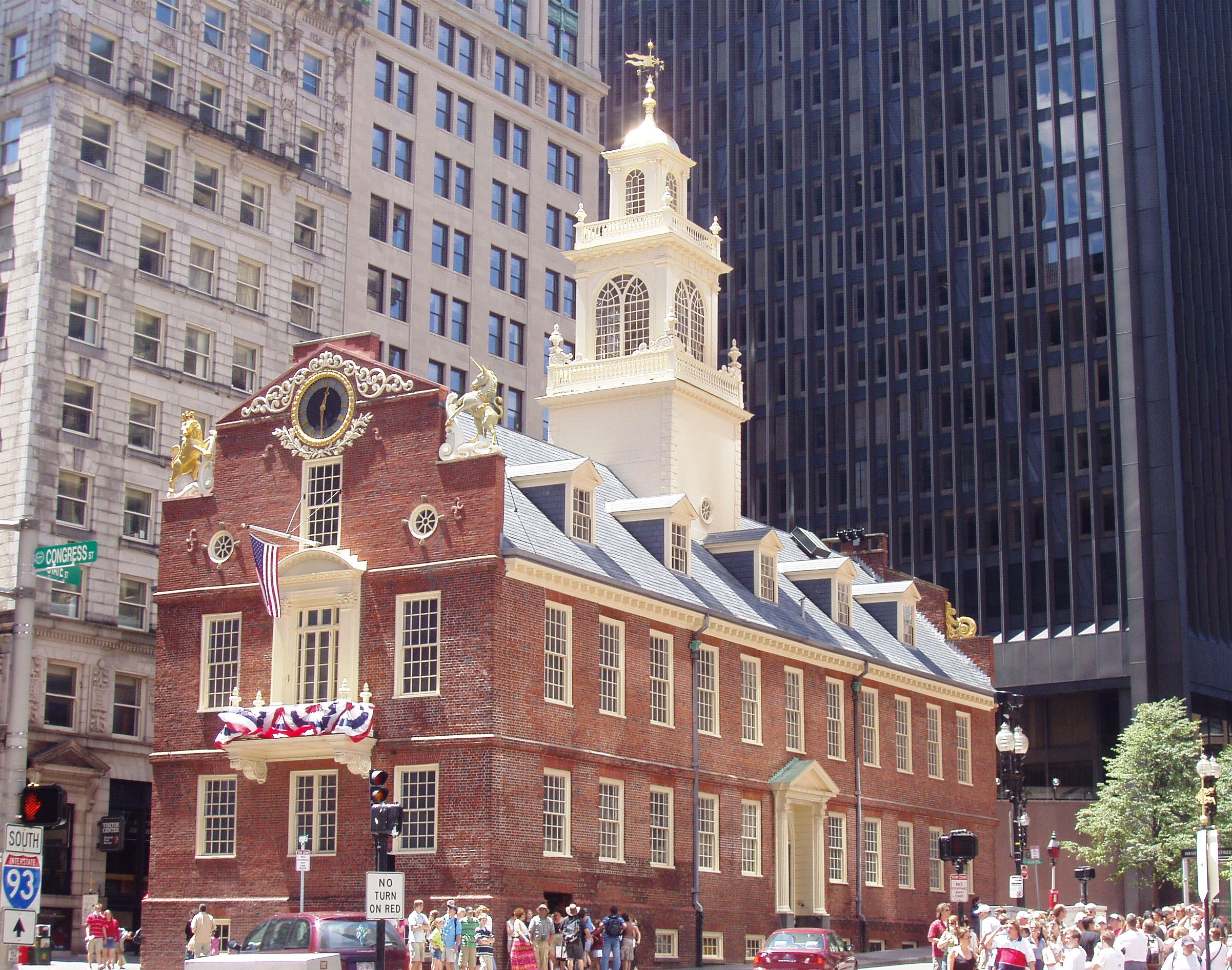
旧州会議事堂

旧州会議事堂（Old State House）は1713年に建てられ、80年以上にわたって使用されていた歴史的建造物である。ボストン市内のワシントン通り（Washington Street）とステート通り（State Street）の角に位置する。
建てられた当初は、1階が通商取引所、地下は倉庫になっていた。2階は3部に分かれ、東側は総督の執務室に、西側はマサチューセッツ植民地の最高裁判所にそれぞれなっていた。中ほどは植民地議会の会議場になっていた。この会議場は回廊に飾られた、議員の肖像画をはじめとする数々の絵画でも知られていた。
1761年、弁護士のジェームス・オティス（James Otis）がここで裁判を起こした。裁判には負けたものの、裁判中に行ったオティスの弁論は後に独立戦争へとつながるものであった。1776年7月18日、この建物の東側のバルコニーで、アメリカ独立宣言が群集に向けて高らかに読み上げられた。
独立戦争後20年ほどの間、この建物はマサチューセッツ州の州会議事堂として使われた。1798年に州会議事堂は現在の位置に移設されたが、その後1830年から1841年にかけてボストンの市庁舎として使用された後、この建物は商用に転用された。1881年、この建物を解体してシカゴに移設する計画が持ち上がったが撤回され、外観の修復がなされた。
現在では、旧州会議事堂は博物館となっており、フリーダムトレイルに沿ったボストンの観光名所のひとつとなっている。同建物内にはボストン・ソサイエティ（The Bostonian Society）の本部も置かれている。また、州内のウェイマス市庁舎や、ボストン郊外のミルトン（Milton）にキャンパスを構えるカリー・カレッジ（Curry College）の学生寮のうちの1棟は、この旧州会議事堂のレプリカである。

### 現在の州会議事堂

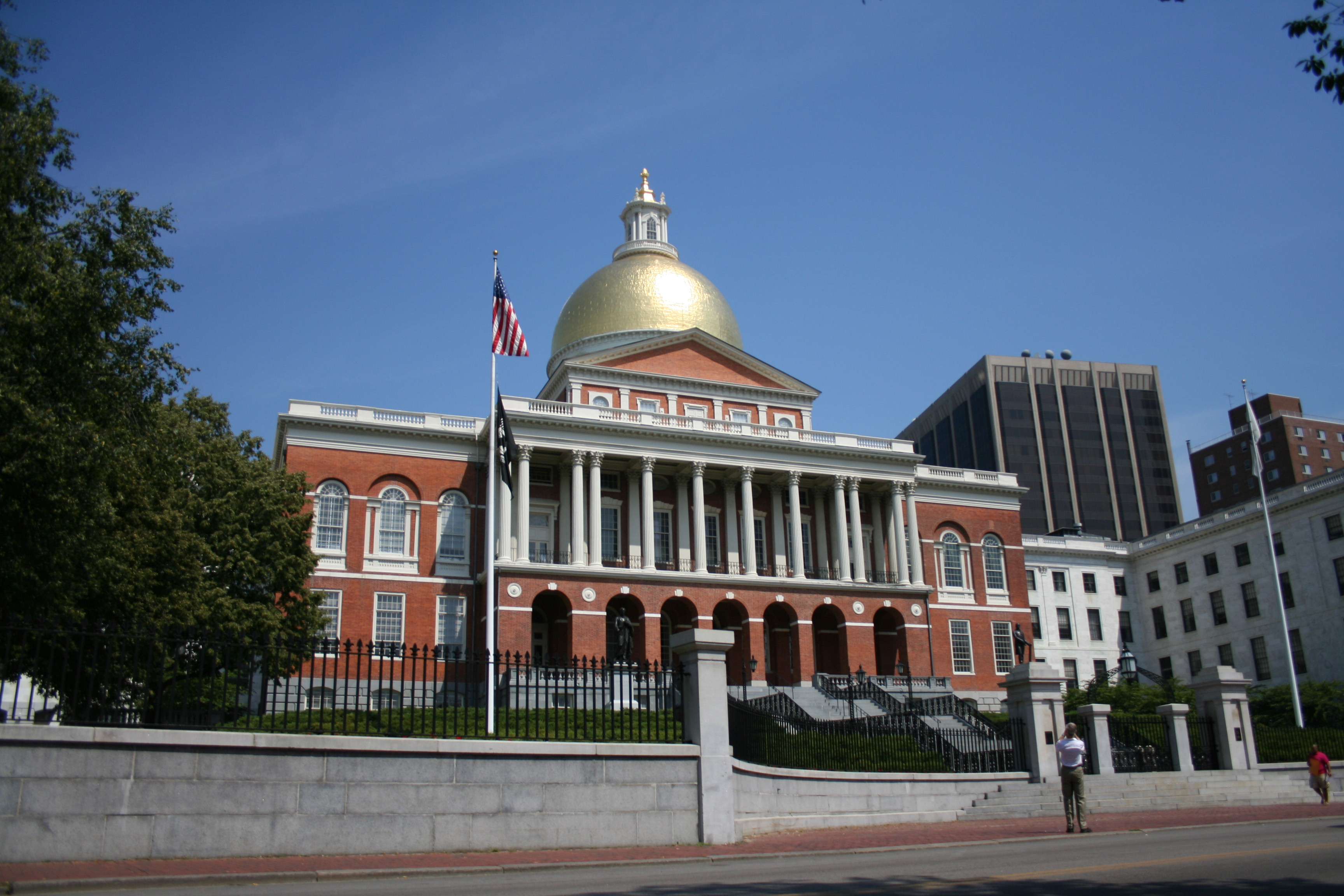
現在のマサチューセッツ州会議事堂

現在の州会議事堂は、旧州会議事堂に代わる庁舎として1798年に建設されたものである。しかし次第にこのレンガ造りの庁舎が手狭になったため、州の中央部に州都を遷都し、新たな州会議事堂を建設する提案が持ち上がった。しかしその提案は実行されず、庁舎は4度にわたって増築されることになった。
最初の増築は1831年に行われ、建物の後部が拡張された。その後チャールズ・ブリガム（Charles Brigham）によって、1853-56年と1889-95年の2度にわたる増築が行われ、このときにマサチューセッツ州下院が増築されたほうの建物に移転した。4度目の増築となる1914-17年には、もとの庁舎の東西がそれぞれ拡張された。 
庁舎の外観も数回にわたって変わった。1825年には建物全体が白く塗られた。その30年後、1855年には黄金色に塗り替えられた。4度目の増築の際に、庁舎は白く塗り直された。1928年、それまでの塗装が全て剥がされ、もとの赤レンガの色に戻った。その後塗装は行われず、現在でも赤レンガそのものの色が残っている。
建物だけでなく、ドームの色もまた数回にわたって変わっていった。1802年に銅で覆われた後、ドームは灰色と薄黄色に塗られた。1831年にはドームが灰色に塗り替えられた。ドームに金箔が張られ、現在の姿になったのは1874年のことである。しかし第二次世界大戦の最中、敵機による爆撃を避けるため、一時的にドームが灰色に塗られていた。
2001-02年にかけて、庁舎には大掛かりな外観修復工事がなされた。

## 文学
1858年出版のオリバー・ウェンデル・ホームズ・シニアの書籍『朝食テーブルの独裁者』の「ボストンの州議事堂は太陽系の中心である」との記載から、「宇宙(または世界)の中心」がボストンのニックネームの1つとなった。

## 映画
1982年の映画『評決』の裁判所および病院のシーンが州議事堂内部で撮影された。
2006年の映画『ディパーテッド』において、コリン・サリバン(マット・デイモン)の野心の象徴として州議事堂が登場する。

## ビデオ・ゲーム
2013年、『The Last of Us』において外装および内装が登場する。所々崩壊した建物を通っていく。
2015年、ベセスダ・ソフトワークスの『Fallout 4』に登場する。

## ギャラリー

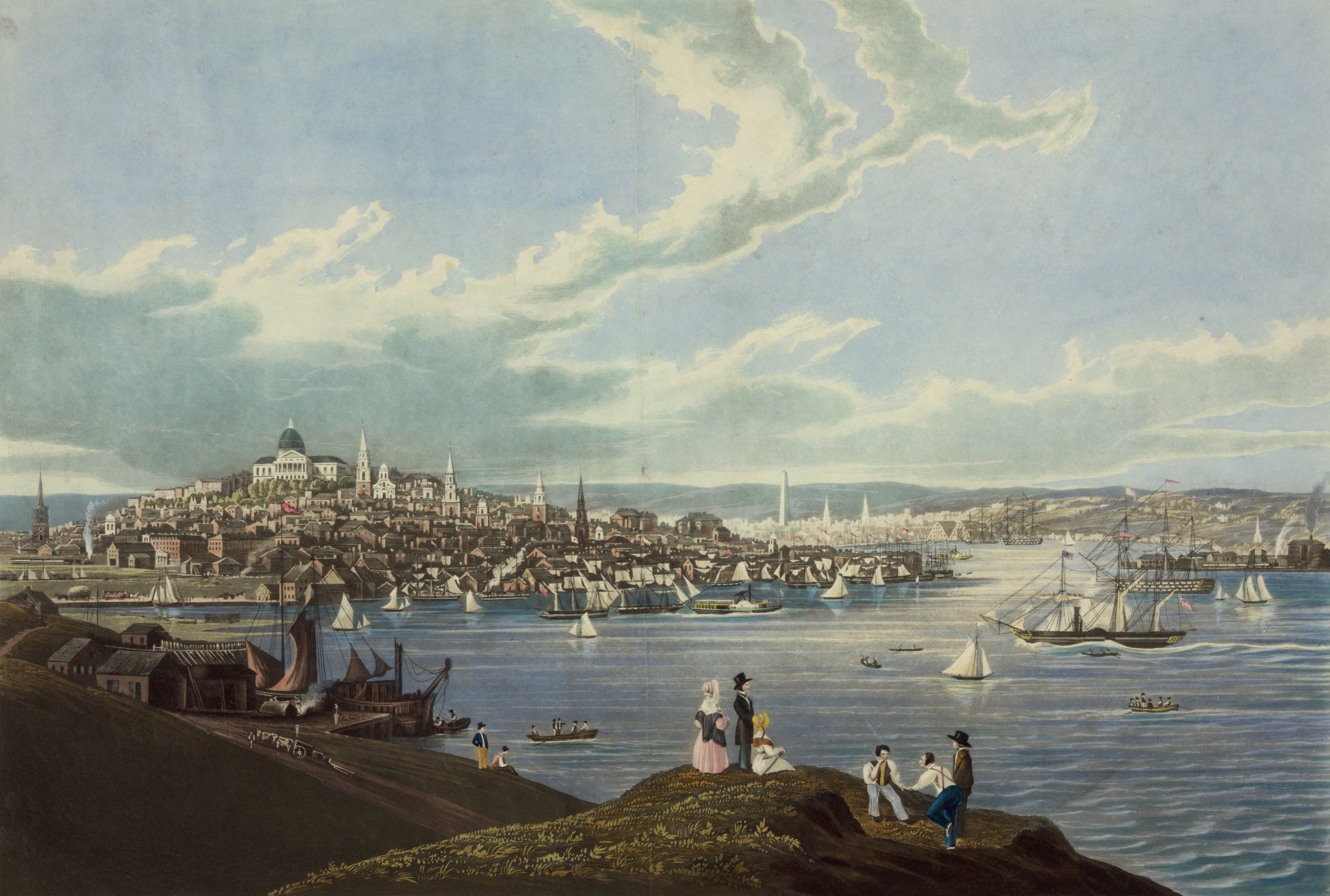
1841年、ドーチェスター・ハイツからのボストンの眺め。丘の上に州議事堂が見える。
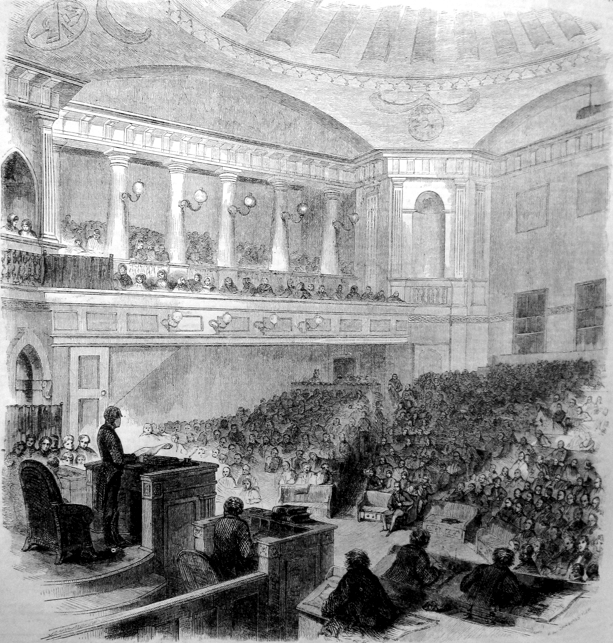
1856年、下院内部。
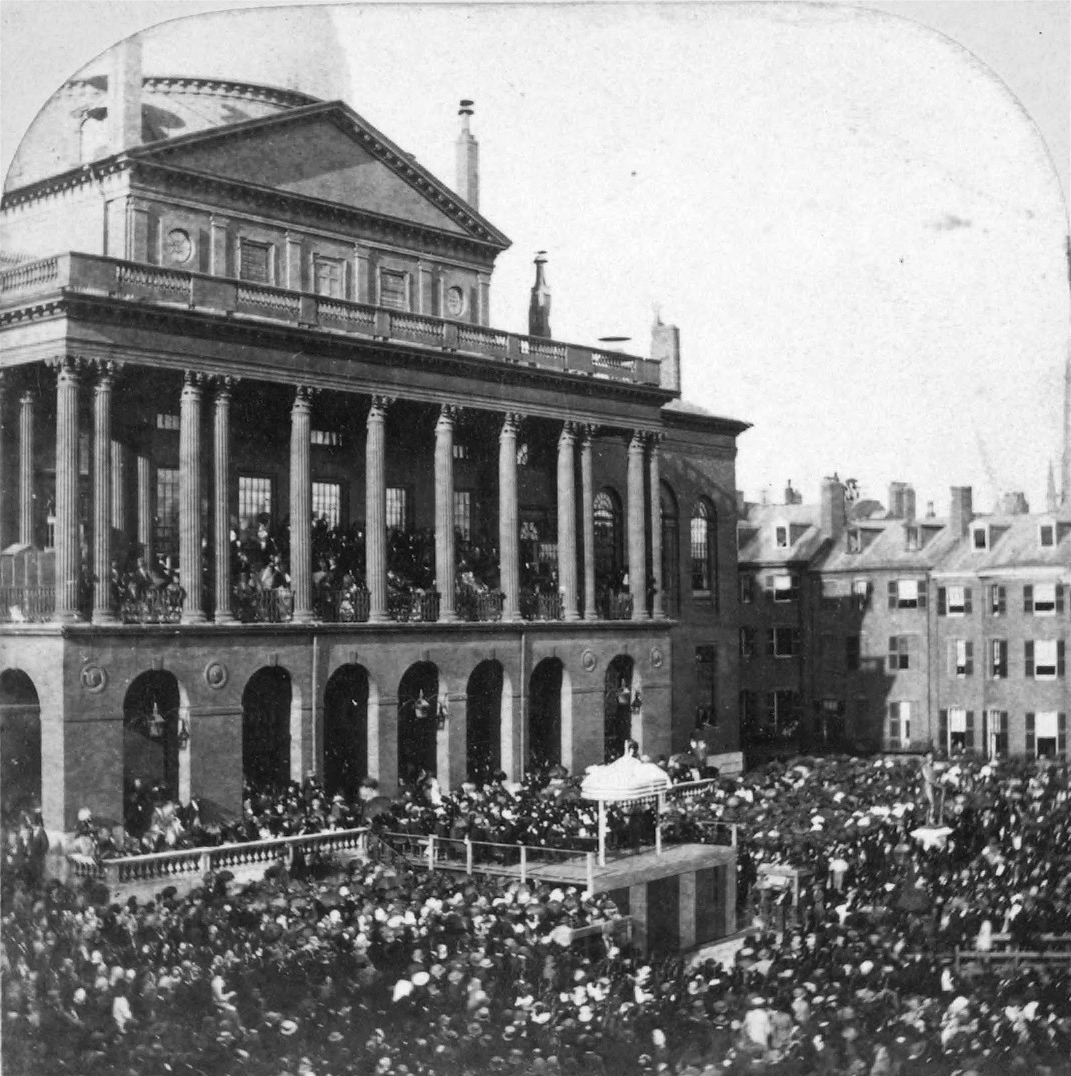
1859年、ダニエル・ウエブスター像落成式。デロス・バーナム撮影。
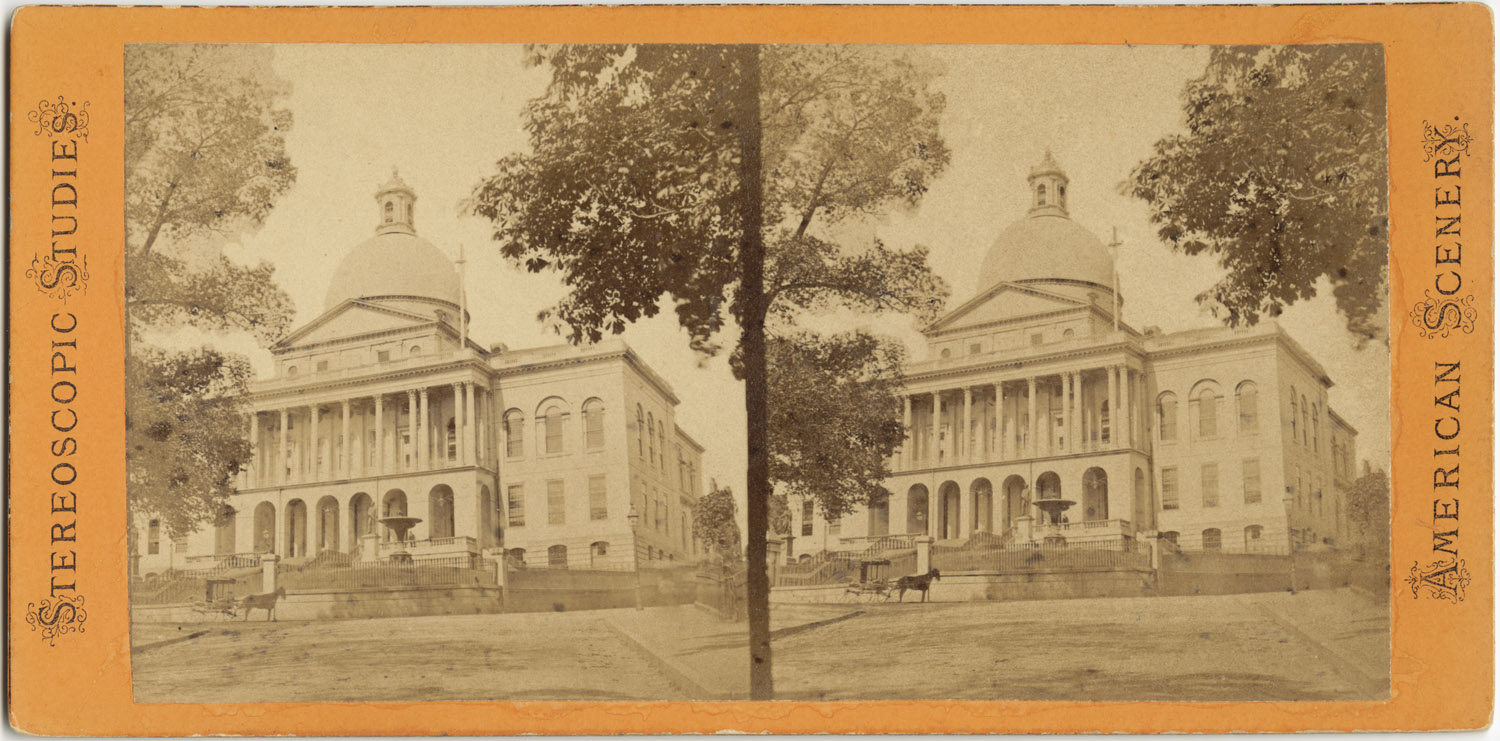
19世紀。
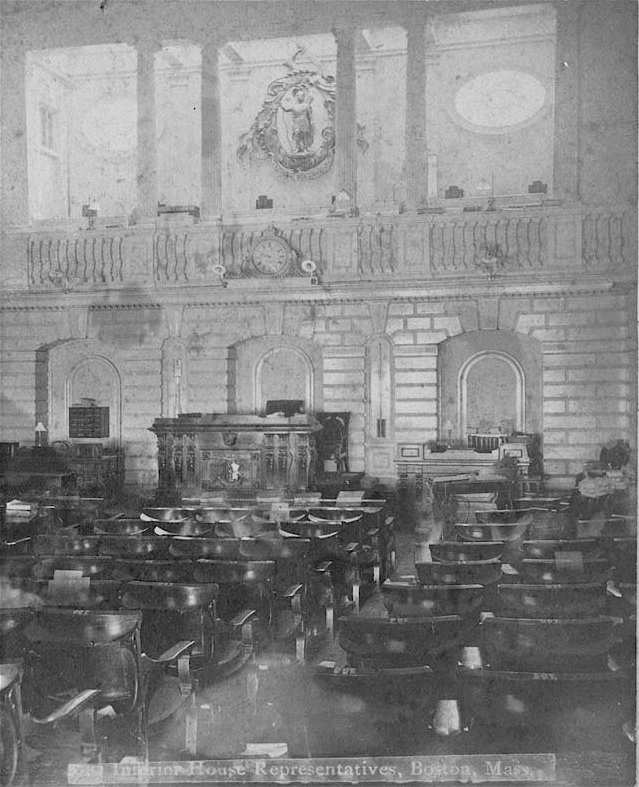
19世紀、下院内部。
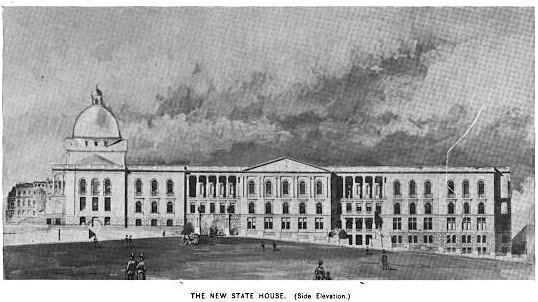
1892年。
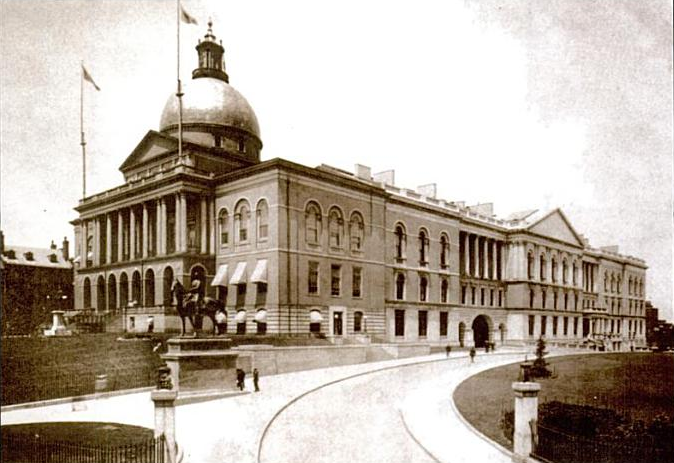
1895年頃。
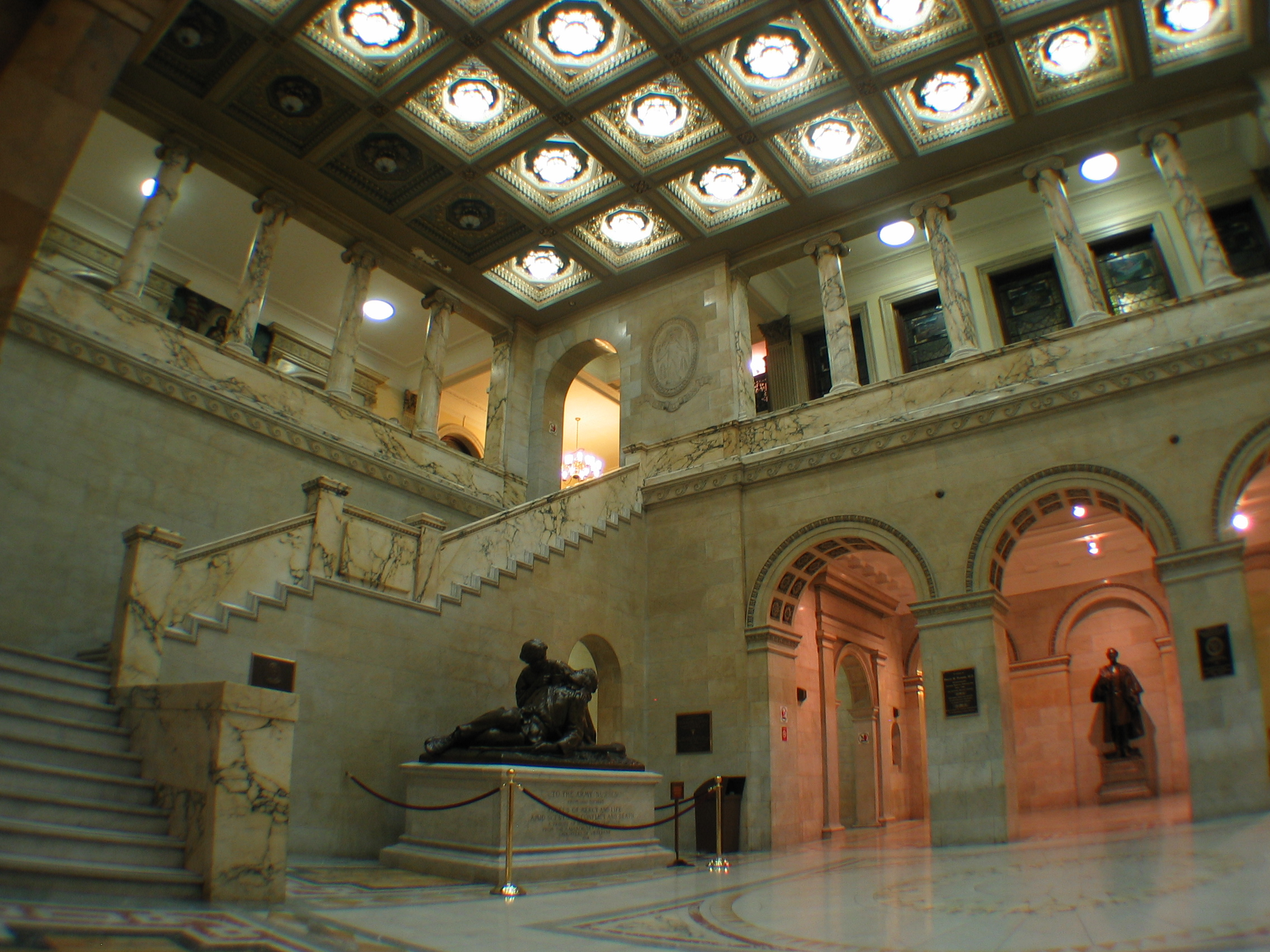
2005年、内部。
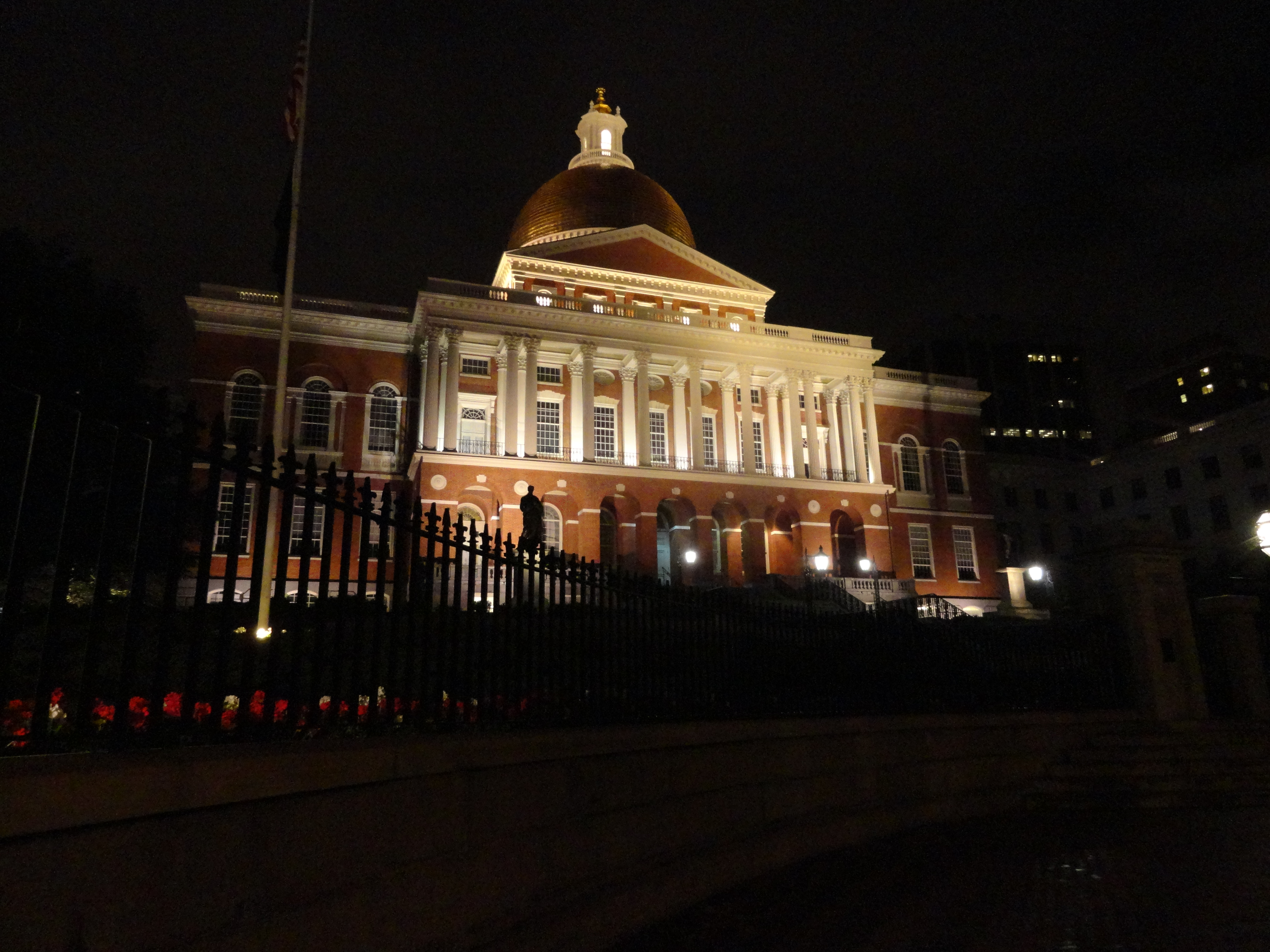
ファサードの夜景。

## 参照
- Cupolas of Capitalism - State Capitol Building Histories (L-ME) (1998–2005). Cupola.com. May 17, 2005.
- The Evolution of the State House (2005). Interactive State House. Mass.gov . May 17, 2005.

### 地図
- Yahoo!Map地図
  - 旧州会議事堂の位置
  - 現在の州会議事堂の位置

| 先代 ボストンコモン | ボストンのフリーダムトレイル沿いの名所 マサチューセッツ州会議事堂 | 次代 パークストリート教会 |